# Marya Cohn
Marya Cohn est une actrice, réalisatrice et productrice américaine.

## Filmographie
- 1992 : Vermont Is for Lovers de John O'Brien : Marya
- 1994 : Developing (réalisatrice et productrice)
- 1995 : Trouble (assistante du réalisateur)
- 1996 : Shut Yer Mouth! (production manager)
- 2015 : The Girl in the Book (réalisatrice)